# عجمی (هشترود)
عجمی یا عجمی اوچ تپه یکی از روستاهای استان آذربایجان شرقی است که در دهستان علی‌آباد بخش مرکزی شهرستان هشترود واقع شده است.
- عجمی نام فامیلی است و به معنی ایرانی بکار می‌رود.
- فؤاد عجمی